# Municipio de Marshall (condado de Louisa)
El municipio de Marshall (en inglés: Marshall Township) es un municipio ubicado en el condado de Louisa en el estado estadounidense de Iowa. En el año 2010 tenía una población de 203 habitantes y una densidad poblacional de 2,98 personas por km².

## Geografía
El municipio de Marshall se encuentra ubicado en las coordenadas 41°10′15″N 91°19′15″O / 41.17083, -91.32083. Según la Oficina del Censo de los Estados Unidos, el municipio tiene una superficie total de 68.11 km², de la cual 68,06 km² corresponden a tierra firme y (0,08 %) 0,05 km² es agua.

## Demografía
Según el censo de 2010, había 203 personas residiendo en el municipio de Marshall. La densidad de población era de 2,98 hab./km². De los 203 habitantes, el municipio de Marshall estaba compuesto por el 93,6 % blancos, el 6,4 % eran de otras razas. Del total de la población el 10,34 % eran hispanos o latinos de cualquier raza.